# Район Чюо (Саппоро)

43°03′ пн. ш. 141°21′ сх. д. / 43.050° пн. ш. 141.350° сх. д.
Райо́н Чюо́ (яп. 中央区, ちゅうおうく, МФА: [t͡ɕuːoː ku̥], «Центральний район») — центральний район міста Саппоро префектури Хоккайдо в Японії. Станом на 1 жовтня 2008 року площа району становила 46,42 км². Станом на 31 березня 2017 населення району становило 232 210 осіб.